# Gelis mutillatus
Gelis mutillatus är en stekelart som först beskrevs av Gmelin 1790.  Gelis mutillatus ingår i släktet Gelis och familjen brokparasitsteklar. Arten är reproducerande i Sverige. Inga underarter finns listade i Catalogue of Life.